# Nisroch

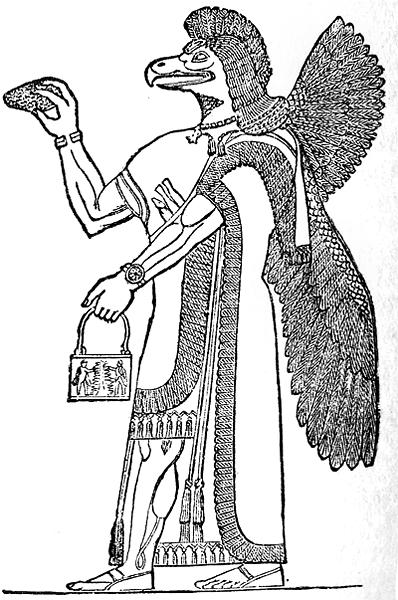
Grabado de Nisroch de 1883.

Nisroch en demonología es un ángel caído del orden de los principados asociado a Belfegor.
También se le considera el dios asirio de la agricultura.
Nisroch junto con Kenel son una antigua pareja de demonios, originaria de las culturas mesopotámicas, a quienes asirios y caldeos rendían culto, en un vano intento de distraerlos de sus fines; que no eran otros que auspiciar los adulterios, los incestos y todas las demás manifestaciones del amor ilícito.
Aunque gustan de presidir las experiencias sexuales en grupo y su invocación es decisiva para asegurar el éxito de una orgía, van siempre juntos y su mutua felicidad es tan ejemplar como incomprensible para los criterios convencionales.
Cuando ella es poseída por un mortal, él contempla la situación embelesado, del mismo modo que ella celebra los retozos lúbricos que su marido disfruta entre las mujeres. Sus enemigos dicen que esto es así porque su insaciable naturaleza no consigue satisfacerse con las lógicas limitaciones de la entrega mutua, pero los cronistas más ecuánimes los consideran un raro ejemplo de las posibilidades del amor en libertad.
Posiblemente ligado a Nimrod 
- Datos: Q936519
- Multimedia: Nisroch / Q936519